# 三浦徹也
三浦 徹也（みうら てつや）は、日本の小説家。「株式会社M2」の元社員。
「三浦徹也withM2」名義でゲームのノベライズを執筆した。

## 作品リスト
- 卒業～クロスワールド出会いはメロディアス
- 卒業～クロスワールド素敵にハーモニー
- 超兄貴